# Élysette
L’Élysette est le siège de la présidence du Gouvernement de Wallonie à Namur. Ce surnom lui a été donné à l’époque où son président entre 1992 et 1994, Guy Spitaels entretenait de bonnes relations avec l’Élysée.

## Histoire

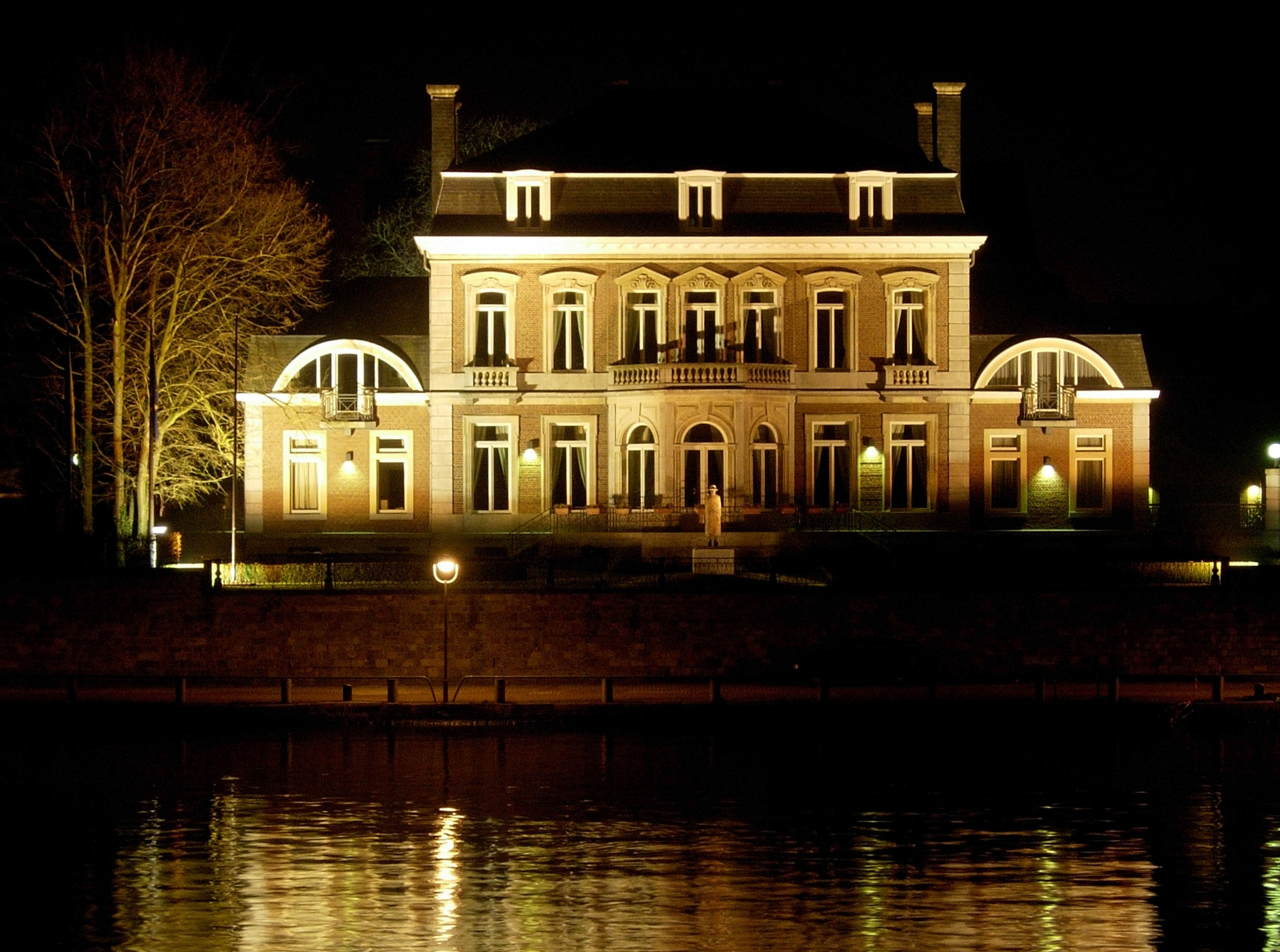
Vue de l'Élysette la nuit, côté Meuse, Namur.

L'Élysette occupe le château Thibault, demeure de style éclectique édifiée en 1875 pour le maître-tanneur Xavier Thibault. Vers 1990, il est racheté par la Région wallonne à la ville de Namur et restauré et réaménagé par l'architecte Francis Haulot.
Ce bâtiment, qui abrite les bureaux du ministre-président du gouvernement wallon ainsi que sa résidence de fonction, est sur la rive droite de la Meuse à Jambes, dans la ville de Namur, capitale de la Wallonie.
Pour assurer le bon fonctionnement des services de la ministre-présidence, on peut y trouver des cuisines, deux chambres pour le personnel de garde, des garages, des bureaux et des salles de réunion (dont la salle du Conseil des ministres).
Un appartement, situé dans la résidence et contenant une chambre à coucher, une salle à manger, une salle de bains et un salon, est mis à la disposition du ministre-président du gouvernement wallon.
Il fait face au Parlement de Wallonie. Celui-ci est situé sur la rive gauche du fleuve, à proximité du Grognon (confluent de la Meuse et de la Sambre).

## Décoration
L’intérieur est orné de peintures de Pierre Paulus.
Dans les jardins, côté Meuse, se trouve une statue de Jean-Michel Folon nommée « Quelqu’un ».